# 洛塔·阿尔姆布拉德
洛塔·阿尔姆布拉德（瑞典語：Lotta Almblad，1972年4月28日—），瑞典女子冰球运动员。她曾代表瑞典参加1998年和2002年冬季奥林匹克运动会冰球比赛，其中2002年奥运会获得一枚铜牌。